# 孟加拉国共产党（马克思主义）
孟加拉国共产党（马克思主义）是孟加拉国的一个共产主义政党，奉行马克思列宁主义、毛泽东思想。该党在巴里萨尔和达卡有重要影响力。M·A·萨马德博士是该党的总书记。